# 2109
Cette page concerne l'année 2109  du calendrier grégorien.
L'année 2109 est une année commune qui commence un mardi.

## Autres calendriers
L’année 2109 du calendrier grégorien correspond aux dates suivantes :
- Calendrier hébraïque : 5869 / 5870 (le 1er tishri 5870 a lieu le 26 septembre 2109[1])
- Calendrier indien : 2030 / 2031 (le 1er chaitra 2031 a lieu le 22 mars 2109[1])
- Calendrier musulman : 1533 / 1534 (le 1er mouharram 1534 a lieu le 24 novembre 2109[1])
- Calendrier persan : 1487 / 1488 (le 1er farvardin 1488 a lieu le 21 mars 2109[1])
  - Jours juliens : 2 491 356,5 à 2 491 721,5[2],[1]